# 袴腰トンネル
袴腰トンネル（はかまごしトンネル）は、富山県南砺市にある東海北陸自動車道のトンネル。全長5,932 m（メートル）。専用の避難用トンネルの完成により、火災時などの避難経路が確保されている。

## 概要
五箇山ICと福光ICの間にあるトンネルの1つである。この間には1,000 m級の山地がそびえている工事の難所であった。小矢部砺波方面に城端トンネル (3,192 m) がある。2つのトンネルの間はほとんどない。そのためトンネルが9 km以上にわたって続くことになるので運転には細心の注意が必要である（特に著しい速度超過の時には、トンネル内の情報板による警告がある）。
袴腰トンネルを挟む五箇山IC - 福光IC間は、石油・薬品などを積載したタンクローリーなどの危険物積載車の通行は禁止されている。
本坑は将来の下り線を暫定2車線で供用し、避難坑は将来の上り線として、中心位置間隔30 mの位置に施工した。避難坑の延長は5,901 mである。

## 歴史
避難坑は隣接する城端トンネル避難坑（全長3,242 m）と共に直径4.5 mのトンネルボーリングマシン (TBM) を用いてほとんど区間を1台で掘削した。施工者は間組・大日本土木共同企業体であった。同区間は土被りが最大640 mに達し、地質は流紋岩主体であると予想されていた。
前方の地山を予測するためにTSP探査法とよばれる方法をとった。これは地質の不連続面のようなインピーダンスが異なる地点では弾性波が反射することからトンネル坑壁に少量の火薬を爆発させて振源として、それにより生じた弾性波の直接波と反射波を地震計でとらえて予測するもので、長距離探査が可能でありTBM掘削の特徴である高速掘削の妨げない利点がある。
避難坑掘削では3,600 mを過ぎた後でき切羽が崩壊状を呈し、その後カッターの回転ができなくなったためTBMを後退させると大量の湧水により掘削不能に陥った。掘削は当初本坑が先行しておりその水抜き効果により低く抑えられていたが、TBMが先行した後急激に増加する傾向にあった。排水のため水抜きボーリングを行って湧水が抑えられ、掘削が再開できるようになった。地質は当初概ね硬い岩盤であると考えられていたが、実際に掘削してみると不良性地山や膨張性地山の区間が長かった。しかしながら支保工のパターン化や掘削管理を行って平均月進231 mを達成した。
本トンネルを含む五箇山IC - 福光IC間は2000年（平成12年）9月30日に暫定2車線で開通した。
その後、城端トンネル・袴腰トンネル共に盤ぶくれが生じており、インバート工が必要であるが両トンネルは暫定2車線であり通行止めを回避するため2期線設置すべく2020年（令和2年）3月31日に五箇山IC - 福光IC間の4車線化工事について国土交通省より事業許可を受けた。